# Спика
Спика или алфа Девице (лат. Spica, α Virginis, α Vir) је најсјајија звезда сазвежђа Девица, и једина звезда овог сазвежђа прве магнитуде. Њено име на латинском језику значи „клас“ и на класичним приказима овог сазвежђа Спика се налази у класу који држи девица — Астреја, ћерка Зевса и Темиде.

## Звездани систем
Спика је спектроскопска двојна звезда, која се састоји од две звезде спектралних класа B1III-IV+ (плави субџин или џин) и B2V (звезда главног низа). Удаљеност између компоненти је свега 0,12 АЈ (период ротације око заједничког центра масе износи 4,0145 дана). Варијација сјаја (који се креће између 0,95 и 1,05) је последица не узајамног помрачивања компоненти, већ издужености једне ка другој услед десјтва плимске силе, тако да током ротације површина која је видљива са Земље није иста. Блискост компоненти доводи до снажног судара сунчевог ветра једне и друге звезде, због чега је Спика снаћан извор X зрачења. Спика, као двојни систем, има 1900 пута већу луминозност од Сунца, у визуелном делу спектра. Појединачно посматрано — примарна компонента има температуру од 22.400 К, укупну луминозност 12.100 пута већу од Сунца (када се урачуна и ултраљубичаста светлост), радијус једнак 7 радијуса Сунца и масу једнаку 10,5 Сунчевих маса (што је вероватно довољно да еволуира у супернову). Секундарна компонента има температуру од 18.500 К, луминозност 1500 луминозности Сунца, радијус 4 пута већи од Сунчевог и масу 6 пута већу од Сунца.
И сама примарна компонента је променљива, и то пулсирајућа променљива типа ß Canis Maioris, са периодом од 4,2 сата.
Спика се налази свега 10° јужно од еклиптике, тако да су честе окултације са планетама и Месецом.

## Историја посматрања
Као један од најближих масивних бинарних звезданих система Сунцу, Спика је била предмет многих опсервационих студија.
Верује се да је Спика звезда која је Хипарху дала податке који су га навели да открије прецесију равнодневице. Храм Мената (раног Хатора) у Теби био је оријентисан на Спику када је изграђен 3200. године пре нове ере, и током времена, прецесија је полако али приметно променила локацију Спике у односу на храм. Никола Коперник је направио многа запажања о Спики са својим домаћим трикветрумом за своја истраживања прецесије.